# Роберт Келли (Marvel Comics)
Роберт Келли (англ. Robert Kelly) — персонаж американских комиксов издательства Marvel Comics, созданный сценаристом Крисом Клэрмонтом и художником Джоном Бирном, дебютировавший в комиксе The Uncanny X-Men #135 (Июль 1980). 
Наиболее известен как сенатор США, построивший свою политическую карьеру на ненависти к мутантам и олицетворяющий страх человечества к непохожим на людей существам. Келли был основоположником Акта о регистрации мутантов, в соответствии с которым все мутанты должны были пройти регистрацию в правительственных базах для последующего отслеживания. Несмотря на ярую ненависть сенатора к мутантам, члены супергеройской команды Люди Икс предотвратили его убийство, тем самым не допустив наступления апокалиптического будущего в сюжете Days of Future Past. Несмотря на это, Келли не изменил своё отношение к представителям расы сверхлюдей, вплоть до того момента, пока он не был спасён мутантом Пиро, после чего сенатор пересмотрел свои взгляды, за что впоследствии был убит антимутантским активистом. В дальнейшем в его честь было названо исправительное учреждение мутантов-преступников.
С момента его первого появления в комиксах персонаж появился в различных медиа-адаптациях, включая мультсериалы, кино и видеоигры. В фильме «Люди Икс» (2000), выходившем в рамках одноимённой кинофраншизы от студии 20th Century Fox, роль сенатора Келли исполнил американский актёр Брюс Дэвисон, который также сыграл замаскированную под сенатора Мистик в сиквеле 2003 года. Персонаж Дэвисона пользовался симпатией о представителей Республиканской партии США в период правления президента Джорджа Буша-младшего.

## Вне комиксов

### Телевидение
- Сенатор Роберт Джефферсон Келли появляется в мультсериале «Люди Икс» (1992), где его озвучил Лен Карлсон[11]. Он баллотируется на пост президента США посредством антимутантской кампании, однако, когда Люди Икс срывают покушение на его жизнь со стороны замаскированной под Гамбита Мистик, а также манипуляции Мастера Молда, Келли становится союзником мутантов. Одержав победу на выборах и вступив в должность, Келли начинает публично поддерживает мутантов и прощает Зверя в качестве своего первого президентского указа.
  - Келли вернётся в мультсериале «Люди Икс ’97» (2024), где его озвучит Рон Рубин[12].
- Дейл Уилсон[англ.] озвучил альтернативную версию сенатора по имени Эдвард Келли в мультсериале «Люди Икс: Эволюция» (2000), где тот является директором школы Bayville High[11].
- В мультсериале «Росомаха и Люди Икс» (2009) сенатора Роберта Келли озвучил Ричард Дойл[11].
- Уилсон вновь озвучил Келли в мультсериале «Железный человек: Приключения в броне» (2009) в эпизоде «Икс-фактор»[11].

### Кино
- Американский актёр Брюс Дэвисон исполнил роль сенатора Роберта Келли в фильме «Люди Икс» (2000). По версии фильма является республиканцем из Канзаса и отцом дочери-мутанта. По приказу Магнето его похищают представители Братства мутантов, после чего их лидер подвергает сенатора мутации, тестируя своё устройство для последующего обращения других людей в мутантов. Келли превращается в медузоподобного мутанта со способностью растяжения, однако его организм отвергает мутацию. Сбежав от Магнето, Келли приходит в Институт Ксавьера в поисках помощи, однако вскоре умирает. В дальнейшем Мистик притворяется сенатором на публичных мероприятиях, во избежание подозрения общественности.
- Дэвисон исполнил роль замаскированной под сенатора Келли Мистик в фильме «Люди Икс 2» (2003).

### Видеоигры
- Питер Ренадэй озвучил Роберта Келли в игре Marvel: Ultimate Alliance (2006)[11]. Здесь он испытывает ненависть не только к мутантам, но и к сверхлюдям. Попав в плен к Аркаде в Мире Убийств, супергерои могут спасти Келли в побочной миссии. В случае спасения, Келли поддержит законопроект о помощи мутантам, который позволит правительству финансировать школы, посвящённые обучению молодых мутантов контролировать их способности. В противном случае, Келли спонсирует законопроект, согласно которому все мутанты попадают в лагеря перевоспитания, где их жестоко принуждают сдерживать свои силы.
- Голос сенатора Роберта Келли, в исполнении Стивена Блума, можно услышать в игре X-Men Origins: Wolverine (2009)[11].